# Thường Nga (xã)
Thường Nga là một xã thuộc huyện Can Lộc, tỉnh Hà Tĩnh, Việt Nam.

## Địa lý
Xã Thường Nga có vị trí địa lý:
- Phía đông giáp xã Kim Song Trường
- Phía tây và phía bắc giáp huyện Đức Thọ
- Phía nam giáp xã Phú Lộc.

Xã Thường Nga có diện tích 13,60 km², dân số năm 2022 là 4.814 người, mật độ dân số đạt 353 người/km².

## Hành chính
Xã Thường Nga được chia thành 7 thôn: Chùa Hội, Đất Đỏ, Đông Nam, Tây Bắc, Trà Liên, Trung Hòa, Văn Minh.

## Lịch sử
Ngày 15 tháng 12 năm 2019, HĐND tỉnh Hà Tĩnh ban hành Nghị quyết số 185/NQ-HĐND về việc:
- Sáp nhập thôn Bồng Sơn vào thôn Đất Đỏ.
- Sáp nhập thôn Liên Minh vào thôn Trà Liên.